# Folkabo
Folkabo is een plaats in de gemeente Tidaholm in het landschap Västergötland en de provincie Västra Götalands län in Zweden. De plaats heeft 140 inwoners (2005) en een oppervlakte van 31 hectare. Folkabo wordt omringd door zowel landbouwgrond als bos. Er zijn onder andere een kerk en een school in Folkabo te vinden. De plaats Tidaholm ligt zo'n vijftien kilometer ten noordoosten van het dorp.

## Verkeer en vervoer
Bij de plaats loopt de Länsväg 193.